# Josh Jackson (giocatore di football americano)
Joshua Jackson (Corinth, 3 aprile 1995) è un giocatore di football americano statunitense che milita nel ruolo di cornerback per i New York Giants della National Football League (NFL).

## Carriera universitaria
Al college Jackson giocò a football con gli Iowa Hawkeyes dal 2015 al 2017. Nell'ultima stagione fu votato unanimemente All-American e premiato come defensive back dell'anno della Big Ten Conference.

## Carriera professionistica

### Green Bay Packers
Jackson fu scelto nel corso del secondo giro (45º assoluto) nel Draft NFL 2018 dai Green Bay Packers. Debuttò come professionista partendo come titolare nella gara del primo turno contro i Chicago Bears mettendo a segno 3 tackle. Sette giorni dopo, nella gara contro i Minnesota Vikings, segnò il suo primo touchdown dopo avere recuperato un punt bloccato. La sua stagione da rookie si concluse con 49 tackle in 16 presenze, 10 delle quali come titolare.

### New York Giants
Il 17 agosto 2021 Jackson fu scambiato con i New York Giants per il cornerback Isaac Yiadom.